# Chrétiens arabes
Les chrétiens arabes (en arabe : المسيحيون العرب al-Masīḥiyyūn al-ʿArab) sont des Arabes qui suivent le christianisme. La majorité des chrétiens arabes vivent au Levant, en Égypte et en Irak. Les chrétiens arabes sont estimés entre 7 500 000 à 8 000 000 en Égypte, 900 000 et 1 630 000 en Syrie, 1 640 000 à 3 500 000 au Liban, 140 000 à 152 000 en Jordanie, 636 000 en Irak, 133 130 en Israël et 50 000 en Palestine. Il existe également des communautés chrétiennes arabes en Turquie. Au total, les chrétiens arabes sont estimés de 11 041 000 à 13 508 000 habitants dans le monde.
Les premières tribus arabes à adopter le christianisme étaient les Nabatéens, les Tanukhides, les Salihides et les Ghassanides. Au cours des Ve siècle et VIe siècle, les Ghassanides, basés à Jabiya, ont d’abord adopté le monophysisme et ont formé l’une des confédérations les plus puissantes alliées à l'Empire Byzantin, agissant en état tampon entre l'empire et les tribus d’Arabie. En Irak, le dernier roi Lakhmide, Al-Nu’man III ibn al-Mundhir, vassal de l’Empire sassanide à la fin du VIe siècle, s’est également converti au christianisme. Au XIXe siècle, les chrétiens arabes participent et contribuent à la Nahda, mouvement de renaissance culturelle, littéraire et politique arabes et coexistent depuis des siècles avec les musulmans arabes et les juifs arabes.
Aujourd'hui, la moitié d'entre eux vit dans des pays du Moyen-Orient, l'autre dans des pays d'émigration sud-américains, ou d'autres pays occidentaux.
Les communautés les plus nombreuses résident au Liban et au Brésil.
Ils appartiennent à une Église orientale, catholique ou orthodoxe.

## Histoire

### Période préislamique
La présence arabe chrétienne est antérieure aux premières conquêtes musulmanes. À partir du Ier siècle, beaucoup de tribus arabes ont adhéré au christianisme,. Les Arabes furent l'un des premiers peuples à se convertir au christianisme. Le souverain arabe Abgar VIII, roi d'Édesse, est d'ailleurs considéré comme le premier souverain de l'histoire à se convertir au christianisme et à en faire la religion officielle d'un état,.
La première mention du christianisme en Arabie apparaît dans le Nouveau Testament lorsque l’apôtre Paul fait référence à son voyage en Arabie après sa conversion (Galates 1: 15-17). Plus tard, Eusèbe de Césarée discute d’un évêque nommé Béryllus sur le siège de Bosra, site d’un synode vers 240 et de deux conciles d’Arabie.
À partir du IIIe siècle, les Arabes contribuent grandement au développement du christianisme. Selon Pline l'Ancien, à l’époque romaine, les habitants de l'Osroène et de la Commagène sont des Arabes. La conversion du roi arabe Abgar VIII d'Édesse fut un facteur de la plus haute importance pour le destin du christianisme dans la région, notamment pour le christianisme oriental. Cette conversion a immédiatement fait d'Édesse, capitale de la dynastie arabe des Abgarides, une forteresse du christianisme en Orient, rivalisant avec Antioche. Édesse fut également le grand centre de la propagation du christianisme en Mésopotamie.
Selon Eusèbe de Césarée, l'empereur romain Philippe l'Arabe était chrétien. Pour certains historiens modernes, la conversion de Philippe continue à être tenue comme douteuse, faute de preuves historiques. Cependant, si Philippe n'est pas, comme l'affirment certaines sources chrétiennes antiques, le premier empereur romain converti au christianisme, il semble néanmoins que cet empereur ait manifesté un intérêt et un respect à l'égard de cette religion.

Carte du Royaume Ghassanide sous le règne du roi Al-Mundhir III ibn al-Harith, au VIe siècle.

Les Ghassanides, qui ont gouverné le Levant entre le IIIe siècle et le VIIe siècle ont joué un rôle important dans la diffusion et la défense du christianisme. Ces derniers ont permis la renaissance du monophysisme, ont protégé la terre sainte, ont diffusé le christianisme en Syrie et dans le nord de l'Arabie et ont construit plusieurs églises et monastères dans la région. Les rois Ghassanides ont aussi présidé plusieurs conciles.
Au VIe siècle, en Mésopotamie, Al-Hira, capitale du royaume des Lakhmides est à son apogée. La ville, ornée de palais et de châteaux et important centre de la culture arabe et de la poésie arabe, est également un centre important du christianisme en Orient.

### Période islamique
Après l'expansion de l'islam, certaines communautés arabes chrétiennes ne se sont pas converties à la religion musulmane. En Mésopotamie, qui était déjà en majorité peuplée de groupes arabes depuis le IIe siècle av. J.-C., les ʿIbād (عِباد), un groupe arabe chrétien nestorien aux origines tribales diverses (principalement Tamīm, Rabīʿa et Muḍar, Azd, Iyād et Lakhm) autrefois gouvernés par la dynastie Lakhmide, ont joué un rôle important dans le développement des sciences. Tel est le cas de Hunayn ibn Ishaq par exemple. Au Proche-Orient, les Ghassanides qui avaient joué un rôle culturel, religieux et politique important durant la période préislamique, ont continué à exercer une grande influence dans la région,. Leur culture de cour, y compris leur penchant pour les palais du désert comme Qasr ibn Wardan, a fourni le modèle pour les califes omeyyades et leur cour : « Les cours Ghassanides étaient les centres les plus importants de la poésie arabe avant la montée des cours califales sous l’Islam ». Pendant la période islamique à partir du VIIe siècle, en tant que « Gens du Livre », les chrétiens de la région sont devenus des dhimmis et se sont vu accorder certains droits en vertu de la loi islamique pour pratiquer leur religion (y compris l’utilisation de la loi chrétienne pour les décisions, les règlements ou les peines devant les tribunaux). Contrairement aux musulmans qui payaient la zakat, ils payaient la jizya, une taxe obligatoire. La jizya n’était pas prélevée sur les esclaves, les femmes, les enfants, les moines, les vieux, les malades, les ermites ou les pauvres,. En retour, les citoyens non musulmans étaient autorisés à pratiquer leur foi, à jouir d’une certaine autonomie communautaire, à avoir droit à la protection de l’État musulman contre les agressions extérieures, à être exemptés du service militaire et de la zakat,.
Comme les musulmans arabes, les chrétiens arabes se réfèrent à Dieu comme Allah, un mot arabe pour « Dieu ».
Les érudits et les intellectuels s’accordent à dire que les chrétiens du monde arabe ont apporté des contributions significatives à la civilisation arabo-musulmane.
Chez certaines communautés arabes, le copte, le syriaque et le grec demeurent parfois comme langues liturgiques.
Certaines communautés chrétiennes habitant des pays arabes ne sont pas arabes mais d'origine araméenne comme les assyriens. Ce peuple, présent dans la région depuis l'Antiquité est à l'origine des syriaques occidentaux, déclinaison levantine du peuple Assyrien. Certaines Églises levantines ont conservé leur identité syriaque pendant les différentes dominations gréco-romaine puis islamique, et ce parfois jusqu'à nos jours (C'est le cas de Église syriaque orthodoxe, syriaque catholique, et dans une certaine mesure maronite)[réf. nécessaire].
D'autres descendent des communautés arabes déjà présentes avant la conquête islamique comme les tribus de Ghassan, Tanukh ou Iyad. C'est le cas par exemple de la famille chrétienne Al-Chemor qui a gouverné deux émirats au Liban pendant la période Ottomane, Koura de 1211 à 1633 et la région de Zghorta de 1641 à 1747. La lignée de la famille remonte au roi Abu Chemor, un chrétien Ghassanide qui a donné son nom à la famille. Ces cheikhs ont été les derniers princes Ghassanides à régner au 18e siècle.
Les syriaques occidentaux se différencient des syriaques orientaux (eux aussi assyriens/araméens) presque exclusivement présents en Irak et appartenant aux Églises, Catholiques Chaldéennes et Apostoliques assyriennes de l'Orient.

### Époque contemporaine
Les chrétiens arabes ont joué un rôle actif dans la vie culturelle de leur pays, par exemple dans le contexte de la Nahda ou renaissance arabe, à la fin du XIXe et au début du XXe siècle. La plupart des pays arabes étaient alors soumis à l'Empire ottoman. Les chrétiens furent à la pointe de la défense de la langue arabe et de la réaction contre la tentative de "turquisation" des sujets de l'Empire ottoman sous Abdülhamid II, qui avait voulu substituer la langue turque à la langue arabe dans l’enseignement. « Les élites chrétiennes des principales cités du monde arabe avaient été formées dans de bonnes écoles confessionnelles, et on ne sera pas étonné de voir que le mouvement de la renaissance de la langue arabe tel qu’il émergea du milieu du XIXe siècle jusqu’à 1918, fut conduit principalement par des intellectuels chrétiens. Ainsi on voit à Beyrouth, se constituer, en 1847, la Société des Arts et des Lettres avec l’écrivain Nassif Alyazigi (1800-1871) et l’encyclopédiste Boutros Boustany (1819-1885) ou la « Société Syriaque » avec Ibrahim Al Yazigi. Les Chrétiens voulurent moderniser l’arabe pour que cette langue retrouve son élasticité, sa profondeur, sa laïcité. Ils voulurent en faire une langue de romans et non d’épopées, de journal et non de chroniques médiévales, de théâtre en langue presque populaire et non de prose rimée. On vit Chibli Chumayyel (1860-1917) présenter avec conviction le darwinisme, Francis Marrash (1836-1873) l’esprit laïque, Yaqoub Sarrouf le matérialisme, Farah Antoun (1874-1922) traduire La Vie de Jésus de Renan. Les publicistes Salim et Richard Taqla émigrèrent en Égypte pour y bénéficier d’une plus grande liberté de la presse et lancer le quotidien « Al Ahram » en 1876, à Alexandrie, qui est resté le premier journal égyptien. Le romancier Jurgi Zaydan (1861-1914) lança au Caire une revue littéraire « Al Hilal » et publia 14 romans historiques, rappelant les hauts faits de la civilisation médiévale arabe ».
Les chrétiens arabes ont également joué, à la même époque un rôle politique important, par leur participation au mouvement du nationalisme arabe. "A Paris, le Palestinien chrétien Nabil Azouri fonde la « Ligue de la Patrie Arabe » et publie, à partir de 1905, le journal Le Réveil de la Nation Arabe. En 1913, un premier « Congrès Arabe » est organisé à Paris par quatre chrétiens, dont le futur premier Président de la République libanaise, et quatre musulmans. Les deux communautés unissent leurs efforts pour la création de comités pour l’indépendance », et seront les premières victimes de la répression turque en Syrie et au Liban dès 1914".
Depuis la seconde moitié du XXe siècle, les chrétiens arabes subissent les conflits du Proche et du Moyen-Orient. « Dans une région bouleversée par la violence, ils constituent, sauf au Liban et en Égypte, de petites minorités sans défense. Leurs voisins musulmans lorgnent parfois sur leurs biens et se laissent prendre par des discours de haine. Les djihadistes de Daech et d'Al-Qaïda les prennent régulièrement pour cibles. Les États sont trop déliquescents ou trop manipulateurs pour les protéger vraiment. Entamé souvent depuis des décennies, l'exode des chrétiens d'Orient se poursuit donc et s’accélère ».
| Église maronite                                              |
| Église orthodoxe d'Antioche (Grecs orthodoxes)               |
| Église grecque-catholique melkite (Catholiques de rite grec) |
| Église catholique syriaque (Catholiques de rite syriaque)    |
| Protestants (toutes dénominations confondues)                |
| Église syriaque orthodoxe (Église des Trois Conciles)        |
| Église latine (Catholiques de rite romain)                   |

## Situation actuelle

### Au Liban
Les membres de l'Église maronite sont tous originaire du Mont-Liban. Ils forment une communauté de rite syriaque, rattachée à Rome. Mêlés aux croisés à partir du XIIe siècle, ils jouissent de relations privilégiées avec l'Occident et notamment la France. Toujours aujourd'hui, une grande partie de la communauté demeure également francophone.
De nombreuses études ont été menées pour pouvoir déterminer l'origine exacte des maronites. Un individu dit « d'origine arabe » plonge ses racines dans la péninsule arabique qui englobe notamment des pays comme l'Arabie Saoudite ou les Émirats Arabes Unis. 
Selon le démographe Gérard-François Dumont, "tous les Libanais sont arabes, à l’exception des Libanais arméniens ayant réussi à fuir les persécutions puis le génocide turc". Les maronites s'inscrivent dans l'espace culturel arabe au même titre que leurs compatriotes adhérant à d'autres religions. Le même auteur rappelle que "ce sont souvent des Arabes chrétiens qui ont illustré les premiers le nationalisme arabe".
Selon le politologie et sociologue Olivier Carré, spécialiste du monde arabe, "les maronites sont arabes, d'origine phénicienne et araméenne, comme la majorité des Arabes de Syrie, du Liban et de la Palestine". Ils sont "de confession chrétienne rattachée à Rome, de liturgie antique de langue syriaque (de la famille araméenne) et arabe".
« Le Patriarche Estefan Douwaïhi (1668-1704), diplômé du Collège maronite de Rome et ancien évêque d’Alep, affirme que les Maronites sont les descendants des Mardaïtes (venus d'Anatolie du sud) qui ont combattu au nom de Rome contre les hérésies orientales. Cette invention historique est défendue jusqu’à aujourd’hui par de nombreux Maronites qui y voient là un moyen d’affirmer une origine non arabe de la communauté (et sans doute aussi de renforcer l’idée de la perpétuelle fidélité à Rome) ». En réalité, ils ont les mêmes origines que les autres habitants de la région ; ils "ont été sans doute arabisés assez tôt puisque leur littérature religieuse et profane est entièrement en arabe depuis le Xe siècle".
Le pays compte également de nombreux chrétiens de rite et de tradition religieuse grec. Ce sont les Melkites, grecs-orthodoxes ou catholiques, originaires des villes de la côte. Le terme Melkite, signifie littéralement en araméen « royalistes », ou partisans de l'empereur byzantin. C'est pour cette raison que cette communauté sera très longtemps regardée avec suspicion par les Arabes[Lesquels ?].
Pays refuge pour les chrétiens orientaux (notamment arméniens), le Liban est un véritable conservatoire du christianisme oriental et arabe. En effet toutes les communautés citées ci-dessus y sont représentées. Le pays des Cèdres regroupe également depuis le milieu du XVIIIe siècle des communautés arméniennes, catholiques et orthodoxes, mais dans des proportions bien plus importantes depuis le génocide arménien de 1915.
| Églises présentes au Liban                                           | Année 1932      | Année 2008        |
| -------------------------------------------------------------------- | --------------- | ----------------- |
| Église maronite (Catholiques de rite maronite)                       | 226 378 fidèles | 905 512 fidèles   |
| Église orthodoxe d'Antioche (Grecs orthodoxes)                       | 76 522 fidèles  | 306 088 fidèles   |
| Église grecque-catholique melkite (Catholiques de rite grec)         | 46 000 fidèles  | 184 000 fidèles   |
| Église apostolique arménienne (Église des Trois Conciles)            | 30 000 fidèles  | 120 000 fidèles   |
| Église arménienne catholique (Catholiques de rite arménien)          | 9 000 fidèles   | 36 000 fidèles    |
| Église catholique syriaque (Catholiques de rite syriaque)            | 7 000 fidèles   | 28 000 fidèles    |
| Protestants (toutes dénominations confondues)                        | 3 000 fidèles   | 12 000 fidèles    |
| Église syriaque orthodoxe (Église des Trois Conciles)                | 2 000 fidèles   | 8 000 fidèles     |
| Église latine (Catholiques de rite romain)                           | 1 000 fidèles   | 4 000 fidèles     |
| Église catholique chaldéenne (catholiques de rite chaldéen)          | 1 000 fidèles   | 4 000 fidèles     |
| Église apostolique assyrienne de l'Orient (Église des Deux Conciles) | 463 fidèles     | 2 000 fidèles     |
| Total des Chrétiens                                                  | 402 463 fidèles | 1 609 000 fidèles |
| dont total des Catholiques                                           | 290 378 fidèles | 1 161 512 fidèles |

Les chiffres de 2008 sont à prendre avec précaution. En effet le dernier recensement exact remonte à 1932. On estime cependant traditionnellement que les chrétiens représentent environ 40 % de la population du pays.

### En Syrie
Les chrétiens de Syrie représentaient environ 15 % de la population du pays au début du XXe siècle (soit de l'ordre de 3 millions de personnes). Ils étaient 10 % de la population avant le début du conflit en 2011. Il s'agit d'une des plus anciennes communautés chrétiennes au monde.
Plusieurs Églises se partagent le territoire syrien, notamment l'Église syriaque, catholique ou orthodoxe. Appelée Syriani en arabe, et Suryoyo en syriaque, elle se considère comme l'Église mère de toutes les Églises du "Levant" (Irak, Syrie, Liban, Palestine, Jordanie): elle fut fondée en 37 après Jésus-Christ à Antioche par saint Paul, au cours de son voyage vers Rome. L'église est une petite grotte ornée d'un poisson et de l'alpha et l'oméga située au centre d'Antioche.
En 451, le concile de Chalcédoine divise l'Église syriaque entre l'Église orientale orthodoxe (Église Roum) (pour la théologie, voir Églises des sept conciles), et l’Église syriaque syrienne orthodoxe (pour la théologie, voir Églises des trois conciles). Une partie des fidèles se rattache à Rome en 1662, puis en 1783, par la conversion au catholicisme du patriarche Michel Jarweh.
Cette Église a eu très tôt de bons rapports avec les Arabes, mais conserve cependant jusqu'à nos jours son identité propre.
La Syrie compte également de nombreux Melkite, grecs-catholiques, ou grecs-orthodoxes, ainsi qu'une minorité maronite.

### En Irak
Les chrétiens d'Irak sont l'une des plus anciennes communautés chrétiennes du monde. Ceux-ci étaient encore au nombre de 636 000 environ en 2005. Soit 2 % de la population du pays. Ils étaient deux fois plus nombreux, soit un million, en 1980 ; leur survie n'est pas actuellement assurée. Leur nombre a constamment diminué depuis l'invasion américaine de 2003, à cause des exactions islamistes, et ils sont aujourd'hui en voie de disparition dans une quasi-indifférence générale, surtout depuis l'installation de l'État islamique en Mésopotamie, après 2014.
Ses membres font principalement partie des Églises Assyro-chaldéennes.
| Église                                               | Année 2000      |
| ---------------------------------------------------- | --------------- |
| Église catholique chaldéenne                         | 600 000 fidèles |
| Nestoriens (Assyriens)                               | 150 000 fidèles |
| Église catholique syriaque                           | 47 000 fidèles  |
| Église syriaque orthodoxe                            | 40 000 fidèles  |
| Église latine                                        | 6 000 fidèles   |
| Église arménienne catholique                         | 5 000 fidèles   |
| Église apostolique arménienne (Arméniens orthodoxes) | 4 000 fidèles   |
| Église orthodoxe d'Antioche (Grecs orthodoxes)       | 3 000 fidèles   |
| Église grecque-catholique melkite                    | 3 000 fidèles   |
| Église maronite                                      | 1 000 fidèles   |
| Protestants                                          | 1 000 fidèles   |
| Total des Chrétiens                                  | 860 000 fidèles |

### En Égypte
Les chrétiens d'Égypte regroupent environ 11 % de la population. C'est le pays du Proche-Orient où la communauté chrétienne est la plus importante numériquement et la seconde en termes de pourcentage, derrière le Liban. Les Coptes, très majoritaires parmi les chrétiens, sont descendants des égyptiens antiques, comme le reste de la population égyptienne.
« Copte » signifie à l'origine « égyptien ». « Pratiquement tous chrétiens au moment de la conquête arabe, les Coptes passèrent progressivement à l'islam sous la pression musulmane. Le terme copte désigna à partir de cette époque ceux qui restaient chrétiens. Ainsi le mot perdant son acception ethnique – qui subsiste pour désigner leur langue (d'ailleurs morte aujourd'hui) – prit, d'une part, une signification ethnico-religieuse, pour désigner la communauté chrétienne indigène ; d'autre part, une signification purement religieuse, appliqué qu'il était au rite observé par cette communauté – par opposition aux autres liturgies chrétiennes – et que lui a emprunté l'Éthiopie chrétienne ».
« Au Moyen Age, les chrétiens qui, lors de la conquête arabe (640-642 A.D.), représentaient en Égypte la totalité de la population sont peu à peu passés à l’Islam. Et dans la proportion de 90 % au moins, les musulmans d’Égypte sont des coptes islamisés. Aussi, du point de vue du sang qui coule dans leurs veines, doit-on dire que les coptes et les musulmans sont aussi égyptiens les uns que les autres. On pense que le nombre des musulmans a dépassé celui des coptes peu après l’arrivée des Fatimides qui dominèrent l’Égypte pendant deux siècles, à partir de l’an 969 A.D ».
« Les Égyptiens sont-ils des Arabes ? » demande Christophe Ayad. « S'ils sont pharaoniques par leur origine, les Égyptiens sont assurément arabes par la culture et la langue, quelle que soit la religion », écrit cet auteur.
Quel que soit le degré de pratique religieuse, il existe une véritable conscience communautaire d'être Copte. Locuteur de leur propre langage jusqu'à la fin du Moyen-Âge, ils sont désormais arabophones.
Le pays accueille également une importante communauté de chrétiens levantins, pour la plupart Melkite, mais également des orthodoxes d'origine grecque, ainsi qu'une communauté arménienne marginale.
| Église présentes en Égypte                           | Année 2000        |
| ---------------------------------------------------- | ----------------- |
| Église copte orthodoxe                               | 6 500 000 fidèles |
| Église orthodoxe d'Alexandrie                        | 350 000 fidèles   |
| Église catholique copte                              | 210 000 fidèles   |
| Protestants                                          | 200 000 fidèles   |
| Église grecque-catholique melkite                    | 10 000 fidèles    |
| Église apostolique arménienne (Arméniens orthodoxes) | 7 000 fidèles     |
| Église catholique syriaque                           | 5 000 fidèles     |
| Église maronite                                      | 5 000 fidèles     |
| Église latine                                        | 2 000 fidèles     |
| Église arménienne catholique                         | 1 500 fidèles     |
| Église syriaque orthodoxe                            | 1 100 fidèles     |
| Total des Chrétiens                                  | 7 300 000 fidèles |

## Personnalités chrétiennes originaires des pays arabes

### Dans le monde arabe
- Michel Aflaq, homme politique syrien, syrien cofondateur du parti Baas arabe socialiste, (issu d'une famille grecque-orthodoxe, il est possible qu'il se soit converti à l'islam en 1980)
- Boutros al-Boustani, intellectuel libanais, (maronite)
- Farès al-Khoury, ancien premier ministre syrien, ancien député ottoman (protestant)
- Amin al-Rihani, écrivain libanais (maronite)
- Wadih Al-Safi, chanteur libanais (maronite)
- Ibrahim al-Yazigi, philosophe, poète et journaliste libanais, (catholique)
- Michel Aoun, militaire et homme politique libanais (maronite)
- Hanan Ashrawi, femme politique palestinienne (anglicane)
- Tarek Aziz, ancien premier ministre d'Irak (chaldéen)
- Azmi Bishara, ancien député arabe israélien à la Knesset, fondateur du parti Balad
- Boutros Boutros-Ghali, ancien ministre égyptien et ancien secrétaire général de l'ONU, (copte)
- Hilarion Capucci, syrien, ancien archevêque de Jérusalem, Église grecque-catholique melkite
- Jean Damascène, théologien chrétien, Père de l'Église et docteur de l'Église
- Marcel Khalifé, chanteur libanais (maronite)
- Fairuz, chanteuse libanaise
- La famille Gemayel, importante famille libanaise (maronite).
- Gibran Khalil Gibran, poète et peintre libanais
- Nayef Hawatmeh, homme politique palestinien, secrétaire général du FDLP, (grec-orthodoxe)
- Nassib Lahoud, Politicien de la République du Liban, (maronite)
- Ibrahim Lama et son frère Badr Lama[41], cinéastes égyptiens d'ascendance palestinienne.
- Elie Saab, styliste libanais, « Membre correspondant » de la Chambre syndicale de la haute couture
- Sabah, chanteuse libanaise
- Onsi Sawiris, ainsi que ses fils Naguib Sawiris, Samih Sawiris et Nassef Sawiris, hommes d'affaires égyptiens, (coptes)
- Nassim Nicholas Taleb, statisticien et auteur libanais, (grec-orthodoxe)
- Constantin Zureik, idéologue important du nationalisme arabe, (grec-orthodoxe)

### En diaspora
En diaspora, les affiliations aux diverses dénominations chrétiennes n'ont pas toujours été conservées, en particulier en Amérique latine où beaucoup ont rejoint l'Église catholique romaine. L'affiliation familiale originelle n'est pas toujours mentionnée dans les biographies, seulement l'actuelle affiliation à l'Église catholique.
- Sami Aldeeb (Sami Awad Aldeeb Abu-Sahlieh), juriste chrétien, d'origine palestinienne et de nationalité suisse.
- Paul Anka, chanteur canadien d'origine libanaise
- Michael Ansara, acteur américain d'origine libanaise (grec orthodoxe)
- Abdalá Bucaram, ancien président de l'Équateur (1996-1997), d'origine libanaise chrétienne
- Elias James Corey, détenteur du prix Nobel de chimie (maronite)
- Michael E. DeBakey, est un chirurgien cardiaque (maronite)
- Jamie Farr, acteur américain (orthodoxe grec), d'origine libanaise chrétienne
- Carlos Ghosn, ancien président de Renault-Dacia-Nissan, d'origine libanaise (maronite) né au Brésil
- Khalil Gibran, poète et écrivain américain d'origine libanaise (maronite)
- Philip Habib, diplomate américain d'origine libanaise (maronite)
- Nicolas Hayek, président du groupe horloger Swatch Group, d'origine libanaise (maronite)
- Carlos Slim Helú, Mexicain d'origine libanaise, l'homme le plus riche du monde selon Forbes (maronite)
- Philip Khuri Hitti, historien, pionnier des Études arabes aux États-Unis, d'origine libanaise (maronite)
- Jamil Mahuad, ancien président de l'Équateur (1998-2000), d'origine libanaise chrétienne
- Paulo Maluf, ancien gouverneur et ancien maire de Sao Paolo, Brésilien d'origine libanaise chrétienne (grec-melkite catholique)
- Peter Medawar, détenteur du prix Nobel de physiologie ou médecine (grec-catholique melkite)
- Carlos Menem, ancien président de l'Argentine, d'origine syrienne
- Jean Messiha, haut-fonctionnaire français d'origine copte égyptienne
- Abdallah Naaman, écrivain, diplomate libanais (grec-melkite-catholique)
- Ralph Nader, ancien candidat à la présidence des États-Unis, d'origine libanaise chrétienne
- Antonio Saca, ancien président du Salvador (2004-2009), d'origine palestinienne
- Edward Saïd, écrivain et universitaire américain d'origine palestinienne et libanaise, (protestant)
- Edward Seaga, ancien premier ministre de Jamaïque (1980-1989), d'origine libanaise (anglican)
- Tony Shalhoub, acteur américain (Monk), d'origine libanaise chrétienne (maronite)
- John H. Sununu, ancien gouverneur du New Hampshire, d'origine libanaise chrétienne
- Michel Temer, président de la Chambre brésilienne des députés (2009-), d'origine libanaise chrétienne
- Danny Thomas, acteur américain (maronite), d'origine libanaise chrétienne
- Julio César Turbay Ayala, ancien président de Colombie (1978-1982), d'origine libanaise (maronite)

## Dénomination
Si la dénomination « chrétiens arabes » ou « Arabes chrétiens » est usuelle (voir la bibliographie ci-dessous, les titres d'études de Antoine Fleyfel, Gérard Troupeau, Jean Corbon, Samir Khalil, Alfred Havenith, Louis Cheikho, Būlus al-Hūrī, Kenneth Cragg (en)), ou trouve aussi d'autres dénominations, comme « chrétiens du monde arabe ». B. Heyberger l'utilise en alternance avec « chrétiens arabes » : « il ne faut pas s’en tenir à la figure de victime perpétuelle des chrétiens arabes. Au contraire, ils ont été, et sont encore, des acteurs dynamiques d’un monde dont ils partagent la langue, la culture, et un certain nombre de valeurs. Ils ont parfois vécu selon la même organisation tribale que leurs voisins musulmans, et partagé avec ceux-ci le même code de l’honneur, en particulier à l’égard des femmes. Ils ont su jouer des rouages des systèmes politiques et accéder à des postes de pouvoir ». 
De même Christian Cannuyer, professeur de théologie, insiste sur l’importante place des chrétiens en Égypte : « C’est le plus grand peuple chrétien du monde arabe. L’avenir du christianisme arabe est en Égypte ».